# Grenada (Missisipi)
Grenada – miasto w Stanach Zjednoczonych, w stanie Missisipi, siedziba administracyjna hrabstwa Grenada.